# 北銀クラブ
北銀クラブ（ほくぎんクラブ）は、富山県富山市に本拠地を置き、日本野球連盟に加盟していた社会人野球のクラブチームである。2003年に解散した。
運営母体は、地方銀行の北陸銀行。

## 概要
1953年、北陸銀行の硬式野球部『北陸銀行硬式野球部』として創部した。
1954年に活動2年目ながら都市対抗野球に初出場を果たし、2度目の出場となった1965年の都市対抗野球で初勝利をあげた。
1989年、日本選手権に初出場を果たす。
1999年、経営状況などの事情から同年シーズンをもって企業チームとしての活動を終了し、翌2000年からクラブチーム『北銀クラブ』として形態を変え再出発した。2000年はクラブチーム転向1年目ながら都市対抗野球に出場した。
2003年、同年シーズン限りで活動を終了した。その後、2004年にOBや県内の有志たちによってクラブチームの富山ベースボールクラブが設立された。

## 沿革
- 1953年 - 『北陸銀行』として創部。
- 1954年 - 都市対抗野球に初出場（1回戦敗退）。
- 1989年 - 日本選手権に初出場（1回戦敗退）。
- 2000年 - 登録種別を会社登録からクラブ登録に変更し、チーム名を『北銀クラブ』に改称した。
- 2003年 - 同年シーズン終了をもって活動終了。

## 主要大会の出場歴・最高成績
- 都市対抗野球大会 - 出場6回
- 社会人野球日本選手権大会 - 出場8回
- JABA富山市長旗争奪富山大会 - 優勝5回（1959、1960、1968、1988、1996年）

## 主な出身プロ野球選手
- 田畑一也（投手） - 退団後、入団テストを経て、1991年ドラフト10位で福岡ダイエーホークスに入団
- 永田能隆（投手） - 1997年ドラフト6位でオリックス・ブルーウェーブに入団

## かつて在籍した選手・コーチ・監督
- 谷内野隆（投手） - 選手・コーチ・監督として在籍。1977年ドラフト5位で横浜大洋ホエールズから指名を受けるも入団を拒否し、チームに残留。1997年から監督を務め、クラブ登録に変更後も監督を継続。転向1年目からチームを第71回都市対抗に導いた。